# Helophilus pendulus
Helophilus pendulus је инсект из реда двокрилаца који припада породици осоликих мува. 

## Распрострањење
Ово је палеарктичка врста осолике муве. У Европи је честа врста, али се налази и у Азији, у Пакистану је први пут забележена 2015.године. У Србији је ово честа врста. Насељава различите типове станишта, најчешће влажне заклоњене ливаде.

## Опис
Helophilus pendulus има дужину тела од 10 - 14 мм. На глави је широка, црна централна трака. Антене су црне, трећи сегмент антене је дужи него што је широк. Лети од марта до новембра. Ларве се јављају у стајаћим водама, каналима, влажним јарцима, отвореним шупљинама дрвећа и баштенским водама, готово у свим органски богатим воденим стаништима.

## Синоними
- Helophilus similis Curtis, 1832
- Helophilus trelineatus (Harris, 1782)
- Helophilus trilenvus (Harris, 1776)
- Helophilus trilineatus (Harris, 1776)
- Musca pendula Linnaeus, 1758
- Musca trelineata Harris, 1778
- Musca trileniata Harris, 1780
- Musca trilenva Harris, 1778
- Musca trilineatus Harris, 1776
- Syrphus praecox Rossi, 1790